# Fallou Mbow
Fallou Mbow, né le 25 novembre 1996, est un coureur cycliste sénégalais.

## Biographie
En 2019, il est sacré champion du Sénégal à Thiès, sous les couleurs du Vélo Club Abdoulaye Thiam. La même année, il participe avec sa sélection nationale au Tour du Sénégal, qu'il termine à la 32e place.

## Palmarès
- 2019
  -  Champion du Sénégal sur route